# Adrien André Sanfourche
Adrien André Sanfourche (1888 - 1956) a fost inginer chimist, doctor în științe fizice și consilier științific la Compagnie de Saint-Gobain în 1947. Este înmormântat la Sarlat-la-Canéda.